# Camponotus oertzeni
Camponotus oertzeni é uma espécie de inseto do gênero Camponotus, pertencente à família Formicidae.